# مردگان متحرک: شهر مرده
مردگان متحرک: شهر مرده (به انگلیسی: The Walking Dead: Dead City) یک مجموعهٔ تلویزیونی درام، ترسناک پسا-آخرالزمانی آمریکایی است که توسط الی جورنه برای شبکهٔ ای‌ام‌سی ساخته شده‌است. داستان سریال در مورد مگی و نیگان شخصیت‌های مردگان متحرک است. این اولین دنبالهٔ مجموعه تلویزیونی مردگان متحرک و پنجمین سری از فرنچایز مردگان متحرک است. الی جورنه شورانر سریال است.
لورن کوهن و جفری دین مورگان در نقش مگی و نیگان از مجموعه تلویزیونی اصلی، گایوس چارلز و ژلیکو ایوانک بازیگران اصلی سریال هستند. ساخت این مجموعه در مارس ۲۰۲۲ با عنوان مردگان متحرک: جزیره مردگان آغاز شد و در اوت ۲۰۲۲ به عنوان مردگان متحرک: شهر مرده تغییر نام داد. بازیگران مهمان در اکتبر و نوامبر ۲۰۲۲ اعلام شدند. فیلم‌برداری اصلی در ژوئیه ۲۰۲۲ در نیوجرسی آغاز شد و در اکتبر ۲۰۲۲ به پایان رسید.
اولین فصل این سریال در ۱۸ ژوئن ۲۰۲۳ در ۶ قسمت پخش شد. این مجموعه در ژوئیه ۲۰۲۳، برای فصل دوم تمدید شد.

## داستان
این سریال داستان مگی و نیگان را دنبال می‌کند که در جستجوی هرشل، پسر ربوده‌شدهٔ مگی، به شهر منهتن پسا آخرالزمانی جداشده از سرزمین اصلی سفر می‌کنند. شهر فروپاشی‌شده مملو از مردگان و ساکنانی است که نیویورک را به دنیایی پر از هرج و مرج، خطر، زیبایی و وحشت تبدیل کرده‌اند.

## بازیگران و شخصیت‌ها
| بازیگر               | نقش            | توضیحات                                                                                               |
| بازیگران اصلی        | بازیگران اصلی  | بازیگران اصلی                                                                                         |
| -------------------- | -------------- | --- |
| لورن کوهن            | مگی گرین       | یکی از اعضای گروه ریک گرایمز و رهبر جامعه هیلتاپ                                                      |
| جفری دین مورگان      | نیگان          | رهبر سابق ناجی‌ها که اکنون به دلیل قتل، متواری است.                                                    |
| ژلیکو ایوانک         | کروات          | سرجوخه سابق ناجی‌ها و رهبر گروهی از بازماندگان به نام بورازی‌ها است، که کنترل منهتن را به دست گرفته‌اند. |
| گایوس چارلز          | پرلی آرمسترانگ | یک مارشال برای نیو بابیلون است که وظیفه دارد نیگان را دستگیر کند.                                     |
| مهینا ناپلئون        | جینی           | دختر جوان لال که پس از مرگ پدرش تحت مراقبت نیگان است.                                                 |
| بازیگران مکمل        |                | |
| لوگان کیم            | هرشل ری        | پسر نوجوان مگی و گلن                                                                                  |
| جاناتان هیگین بوتهام | توماسو         | رهبر مشترک یک گروه از بازماندگان مستقر در منهتن که توسط بورازی‌ها مورد آزار و اذیت قرار می‌گیرند.       |
| کارینا اورتیز        | آمایا          | یکی از رهبران گروه بازماندگان منهتن و دوست دختر توماسو                                                |
| لیزا امری            | داما           | یک بانوی مسن و بداخلاق و نزدیک به کروات                                                               |
| بازیگران مهمان       |                | |
| میشل هارد            | جونز           | صاحب مسافرخانه‌ای که نیگان را از مارشال‌های نیو بابیلون پنهان می‌کند.                                    |
| تری سانتیاگو هادسون  | جانو           | معاون مارشال نیو بابیلون که به آرمسترانگ در بازداشت نیگان کمک می‌کند.                                  |
| مایکل آنتونی         | لوتر           | یکی از اعضای بازماندگان منهتن که به مگی و نیگان بی‌اعتماد است.                                         |
| استیون آگ            | سایمون         | سرجوخه سابق ناجی‌ها که در یک صحنه فلش‌بک حضور پیدا می‌کند.                                               |

## قسمت‌ها
| فصل | قسمت‌ها | قسمت‌ها | تاریخ اصلی روی آنتن رفتن | تاریخ اصلی روی آنتن رفتن |
| فصل | قسمت‌ها | قسمت‌ها | اولین بار                | آخرین بار                |
| --- | ------ | ------ | ------------------------ | ------------------------ |
| ۱   | ۶      | ۶      | ۱۸ ژوئن ۲۰۲۳             | ۲۳ ژوئیه ۲۰۲۳            |

### فصل ۱ (۲۰۲۳)
| قسمت در سریال | قسمت در فصل | عنوان                             | کارگردان      | نویسنده        | تاریخ پخش     | میانگین بیننده در آمریکا (میلیون) |
| ------------- | ----------- | --------------------------------- | ------------- | -------------- | ------------- | --------------------------------- |
| ۱             | ۱           | «آشناهای قدیمی»                   | لورن یاکونلی  | الی جورنه      | ۱۸ ژوئن ۲۰۲۳  | ۰٫۷۰۴                             |
| ۲             | ۲           | «کی اونجاست؟»                     | لورن یاکونلی  | الی جورنه      | ۲۵ ژوئن ۲۰۲۳  | ۰٫۷۰۶                             |
| ۳             | ۳           | «مردم یک منبع هستند»              | کوین داولینگ  | کیت استاسکیویچ | ۲ ژوئیه ۲۰۲۳  | ۰٫۶۸۱                             |
| ۴             | ۴           | «همه برنده یک جایزه هستند»        | کوین داولینگ  | الی جورنه      | ۹ ژوئیه ۲۰۲۳  | ۰٫۶۹۷                             |
| ۵             | ۵           | «داستان‌هایی که به خودمان می‌گوییم» | گانجا مونتیرو | برنا کوف       | ۱۶ ژوئیه ۲۰۲۳ | ۰٫۷۰۱                             |
| ۶             | ۶           | «داما اسمو»                       | گانجا مونتیرو | الی جورنه      | ۲۳ ژوئیه ۲۰۲۳ | ۰٫۶۱۸                             |

## تولید

### توسعه
در مارس ۲۰۲۲، ای‌ام‌سی گزارش داد که آنها در حال ساخت چهارمین اسپین‌آف مردگان متحرک با عنوان «جزیره مردگان» هستند که داستان در مورد مگی و نیگان است و لورن کوهن و جفری دین مورگان نقش‌های مربوطه خود را از سری اصلی ایفا می‌کنند و الی جورنه، شورانر مجموعه است. در اواخر اوت، عنوان سریال به «مردگان متحرک: شهر مرده» تغییر کرد. در ژوئیهٔ ۲۰۲۳، این سریال برای فصل دوم تمدید شد.

### انتخاب بازیگران

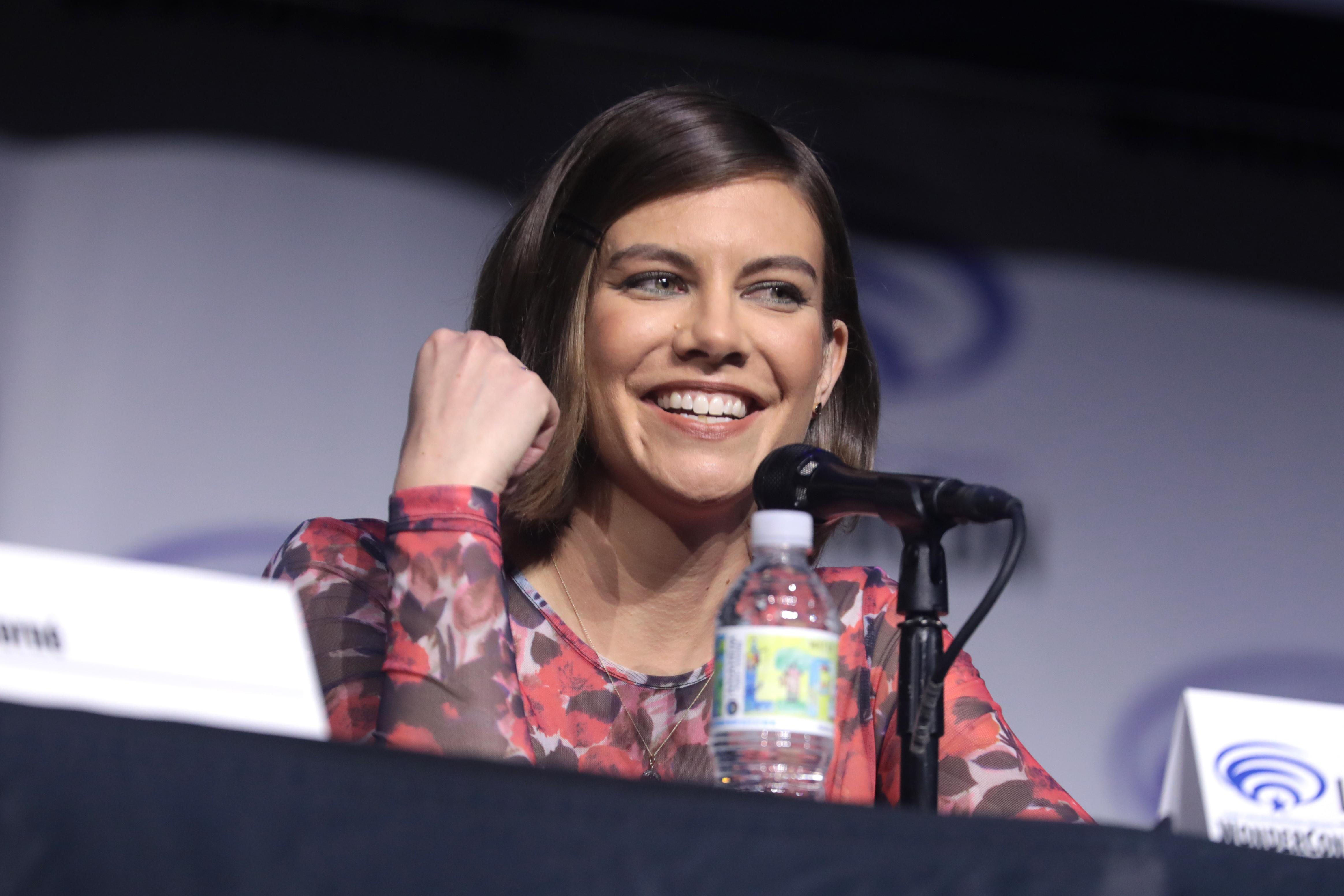
لورن کوهن در حال سخنرانی در واندرکان ۲۰۲۳ برای مردگان متحرک: شهر مرده

در آوریل ۲۰۲۲، گایوس چارلز برای ایفای نقش پرلی آرمسترانگ انتخاب شد. در ماه ژوئیه ۲۰۲۲، ژلیکو ایوانک، جاناتان هیگین بوتام و ماهینا ناپولئون به ترتیب در نقش‌های کروات، توماسو و جینی انتخاب شدند.

### فیلم‌برداری
تصویربرداری اصلی در ۱۹ ژوئیه در نیوجرسی آغاز شد و در ۲۴ اکتبر ۲۰۲۲ به پایان رسید.

### بازاریابی
در نوامبر ۲۰۲۲، نگاهی اولیه به پشت صحنه سریال توسط ای‌ام‌سی منتشر شد.

## انتشار
مردگان متحرک: شهر مرده در ۱۸ ژوئن ۲۰۲۳ از شبکه ای‌ام‌سی به نمایش درآمد. فصل اول در ۱۲ سپتامبر ۲۰۲۳ به صورت بلوری و دی‌وی‌دی منتشر شد.